# Monte Markle
El monte Markle (en inglés: Marble Mountain) es una elevación de 241 m s. n. m. ubicada en el sector occidental de la Isla de Borbón del archipiélago de las Malvinas, que según la Organización de las Naciones Unidas (ONU), está en litigio de soberanía entre el Reino Unido, quien lo administra como parte del territorio británico de ultramar de las Malvinas, y la Argentina, quien reclama su devolución, y la integra en el departamento Islas del Atlántico Sur de la provincia de Tierra del Fuego, Antártida e Islas del Atlántico Sur.  
Tiene una forma bien cónica y se localiza al sur del Islote Blanco, y también se encuentra al este de la isla Rasa. En sus cercanías se erige el monumento que recuerda a los muertos del avión argentino Learjet 35 T-24 derribado por un misil Sea Dart durante la guerra de las Malvinas de 1982.